# Пата, Татьяна Акимовна
Татьяна Акимовна Пата (укр. Тетяна Якимівна Пата; 20 февраля [3 марта] 1884, Петриковка, Екатеринославская губерния — 7 декабря 1976, Петриковка, Днепропетровская область) — украинская советская художница, мастер петриковской росписи, Заслуженный мастер народного творчества УССР (1962).

## Биография
Родилась в селе Петриковка в Екатеринославщине в бедной многодетной крестьянской семье Якима Мартыненко. С 14 лет зарабатывала на хлеб тем, что ходила по домам и расписывала цветами дымоходы печей. В 1913 года в Петриковку приезжала петербургская художница Евгения Эвенбах, которая заинтересовавшись творчеством Паты и приглашала переехать в столицу. Однако Татьяна Акимовна не согласилась оставить родное село, ставшее для неё местом, из которого она черпали вдохновение, сюжеты для своих произведений.
Дальнейшую творческую судьбу мастера определила встреча с историком и этнографом Дмитрием Яворницким. Он первый содействовал общественному признанию её произведений как настоящих ценностей народного искусства. В 1920-х годах по заказу Днепропетровского краеведческого музея, который возглавлял тогда Дмитрий Иванович, Пата выполнила ковёр и два эскиза росписи дымохода, которые ныне хранятся в фондах.
В 1950 году Пата стала членом Союза художников Украины. В 1962 году её присвоено звание почетного мастера народного искусства УССР. Награждена медалью «За трудовое отличие» (1951) и орденом Трудового Красного Знамени. В последние годы жизни художница создала серию новых рисунков, которые вошли в альбом «Татьяна Пата» (1973), оформляла книги, художественные открытки. В Днепре одна из улиц города названа её именем.